# Campeonato Mundial Femenino de Clubes de la FIVB de 2023
El Campeonato Mundial Femenino de Clubes de la FIVB de 2023 fue la decimosexta edición del Campeonato Mundial de Clubes de la FIVB. Se realizó en la ciudad de Hangzhou (China) del 13 al 17 de diciembre de 2023. El ganador del torneo fue el equipo turco Eczacıbaşı, quien derrotó por 3-2 en la final al también turco VakıfBank İstanbul y conquistó así su tercer título en la competencia. Tijana Bošković fue nombrada como la jugadora más valiosa (MVP) del torneo. Para el club vietnamita Sport Center I se trató de su primera participación en el Mundial de Clubes.

## Equipos participantes
| Equipo (Confederación)   | Vía de clasificación         |
| ------------------------ | ---------------------------- |
| Tianjin Bohai Bank (CAV) | Equipo anfitrión             |
| Sport Center I (CAV)     | Campeón asiático 2023        |
| VakıfBank İstanbul (CEV) | Campeón europeo 2023         |
| Eczacıbaşı Dynavit (CEV) | Subcampeón europeo 2023      |
| Dentil Praia Clube (CSV) | Campeón sudamericano 2023    |
| Gerdau Minas (CSV)       | Subcampeón sudamericano 2023 |

## Modo de disputa
Los equipos se dividieron en dos grupos de tres integrantes cada uno donde se enfrentaron en un sistema de todos contra todos. Los dos primeros de cada grupo avanzaron a una semifinal en donde se enfrentaron de forma cruzada: el primero del grupo A contra el segundo del grupo B y viceversa. Los ganadores de la semi avanzaron a la final, mientras que los perdedores disputaron un partido por el tercer puesto. Todos los partidos se disputaron en la ciudad china de Hangzhou, con el club Tianjin Bohai Bank actuando como anfitrión.

## Resultados

### Grupo A
| Pos. | Equipo             | Pts | Partidos | Partidos | Partidos | Sets | Sets | Sets | Puntos | Puntos | Puntos |
| Pos. | Equipo             | Pts | PJ       | PG       | PP       | SG   | SP   | SR   | PG     | PP     | PR     |
| ---- | ------------------ | --- | -------- | -------- | -------- | ---- | ---- | ---- | ------ | ------ | ------ |
| 1.º  | Eczacıbaşı Dynavit | 6   | 2        | 2        | 0        | 6    | 0    | MAX  | 150    | 107    | 1.402  |
| 2.º  | Tianjin Bohai Bank | 3   | 2        | 1        | 1        | 3    | 3    | 1.00 | 134    | 133    | 1.008  |
| 3.º  | Gerdau Minas       | 0   | 2        | 0        | 2        | 0    | 6    | 0.00 | 106    | 150    | 0.707  |

|  | Avanza a semifinales |

Todos los horarios se encuentran en hora local de Hangzhou, UTC +8
| 13/12/2023 - 19:30 | Tianjin Bohai Bank | 3 – 0                         | Gerdau Minas | Estadio Yellow Dragon, Hangzhou |  |
|                    |                    | ( 25–22 25–16 25–20 ) Reporte |              |                                 |  |

| 14/12/2023 - 19:30 | Eczacıbaşı Dynavit | 3 – 0                         | Gerdau Minas | Estadio Yellow Dragon, Hangzhou |  |
|                    |                    | ( 25–19 25–11 25–18 ) Reporte |              |                                 |  |

| 15/12/2023 - 19:30 | Tianjin Bohai Bank | 0 – 3                         | Eczacıbaşı Dynavit | Estadio Yellow Dragon, Hangzhou |  |
|                    |                    | ( 17–25 23–25 19–25 ) Reporte |                    |                                 |  |

### Grupo B
| Pos. | Equipo             | Pts | Partidos | Partidos | Partidos | Sets | Sets | Sets | Puntos | Puntos | Puntos |
| Pos. | Equipo             | Pts | PJ       | PG       | PP       | SG   | SP   | SR   | PG     | PP     | PR     |
| ---- | ------------------ | --- | -------- | -------- | -------- | ---- | ---- | ---- | ------ | ------ | ------ |
| 1.º  | VakıfBank İstanbul | 6   | 2        | 2        | 0        | 6    | 0    | MAX  | 151    | 114    | 1.325  |
| 2.º  | Dentil Praia Clube | 3   | 2        | 1        | 1        | 3    | 3    | 1.00 | 142    | 123    | 1.154  |
| 3.º  | Sport Center I     | 0   | 2        | 0        | 2        | 0    | 6    | 0.00 | 94     | 150    | 0.627  |

|  | Avanza a semifinales |

Todos los horarios se encuentran en hora local de Hangzhou, UTC +8
| 13/12/2023 - 14:00 | Vakifbank | 3 – 0                         | Sport Center I | Estadio Yellow Dragon, Hangzhou |  |
|                    |           | ( 25–10 25–15 25–13 ) Reporte |                |                                 |  |

| 14/12/2023 - 14:00 | Dentil Praia Clube | 3 – 0                         | Sport Center I | Estadio Yellow Dragon, Hangzhou |  |
|                    |                    | ( 25–10 25–22 27–25 ) Reporte |                |                                 |  |

| 15/12/2023 - 14:00 | Vakifbank | 3 – 0                         | Dentil Praia Clube | Estadio Yellow Dragon, Hangzhou |  |
|                    |           | ( 25–16 25–14 25–19 ) Reporte |                    |                                 |  |

### Ronda final
|  | Semifinales                 | Semifinales        |   |                    | Final                       | Final |  |
|  |                             |                    |   |                    |                             |       |  |
|  |                             |                    |   |                    |                             |       |  |
|  | 16 de diciembre             |                    |   |                    |                             |       |  |
|  | Eczacıbaşı Dynavit Istanbul | 3                  |   |                    |                             |       |  |
|  | Dentil Praia Clube          | 1                  |   |                    |                             |       |  |
|  |                             |                    |   |                    |                             |       |  |
|  |                             |                    |   |                    | 17 de diciembre             |       |  |
|  |                             |                    |   |                    | Eczacıbaşı Dynavit Istanbul | 3     |  |
|  |                             | VakıfBank İstanbul | 2 |                    |                             |       |  |
|  |                             |                    |   |                    |                             |       |  |
|  |                             |                    |   |                    |                             |       |  |
|  |                             |                    |   |                    | Tercer lugar                |       |  |
|  | 16 de diciembre             | 16 de diciembre    |   | 17 de diciembre    | 17 de diciembre             |       |  |
|  | VakıfBank İstanbul          | 3                  |   | Tianjin Bohai Bank | 3                           |       |  |
|  | Tianjin Bohai Bank          | 0                  |   |                    | Dentil Praia Clube          | 1     |  |

#### Semifinales
| 16 de diciembre 14:00 | Eczacıbaşı Dynavit Istanbul | 3 – 1                               | Dentil Praia Clube | Estadio Yellow Dragon, Hangzhou |  |
|                       |                             | ( 25–16 25–12 25–27 25–22 ) Reporte |                    |                                 |  |

| 16 de diciembre 19:30 | Vakifbank SK | 3 – 0                         | Tianjin Bohai Bank | Estadio Yellow Dragon, Hangzhou |  |
|                       |              | ( 25–16 25–23 25–23 ) Reporte |                    |                                 |  |

#### Partido por el tercer puesto
| 17 de diciembre 14:00 | Dentil Praia Clube | 1 – 3                               | Tianjin Bohai Bank | Estadio Yellow Dragon, Hangzhou |  |
|                       |                    | ( 23–25 20–25 25–17 19–25 ) Reporte |                    |                                 |  |

#### Final
| 17 de diciembre 19:30 | Eczacıbaşı Dynavit | 3 – 2                                    | Vakifbank | Estadio Yellow Dragon, Hangzhou |  |
|                       |                    | ( 19–25 25–23 25–23 23–25 15–9 ) Reporte |           |                                 |  |

| Campeón Eczacıbaşı Dynavit Tercer título |

## Distinciones individuales
Finalizada la competencia, la organización otorgó las siguientes distinciones individuales:
- Jugadora más valiosa:  Tijana Bošković (Eczacıbaşı)
- Mejor armadora:  Elif Şahin (Eczacıbaşı)
- Mejores puntas/receptoras:  Gabriela Guimarães (Vakifbank SK) /  Li Yingying (Tianjin Bohai Bank)
- Mejores centrales:  Zehra Güneş (Vakifbank SK) /  Jovana Stevanović (Eczacıbaşı)
- Mejor opuesta:  Tijana Bošković (Eczacıbaşı)
- Mejor líbero:  Ayça Aykaç (Vakifbank SK)